# Mamadou Dia
Mamadou Dia (ur. 18 lipca 1910, zm. 25 stycznia 2009) – senegalski ekonomista, polityk i premier w latach 1957–1962.
Współzałożyciel (1948) Demokratycznego Bloku Senegalskiego (od 1956 Narodowy Blok Senegalski). Był deputowanym do parlamentu Francji. W okresie od 18 maja 1957 do 18 grudnia 1962 – pierwszy premier Senegalu (do 1958 premier rządu autonomicznego). W latach 1959–1960 wiceprezydent Federacji Mali (Senegal i Sudan Francuski). Opowiadał się za utworzeniem w Senegalu socjalistycznego państwa o autorytarnym charakterze i domagał się zerwania współpracy z dawną metropolią. Radykalne poglądy Dia doprowadziły do jego konfliktu z urzędującym prezydentem Léopoldem Sédarem Senghorem. W nocy z 17 na 18 grudnia 1962 roku popierająca Dia część armii przeprowadziła nieudany zamach stanu. W następstwie puczu Sąd Najwyższy Senegalu zażądał dla Dia kary śmierci. Po interwencji samego prezydenta wyrok złagodzono do dożywotniego więzienia, a następnie skrócono go do 12 lat. Więzienie opuścił na mocy amnestii z 1976 roku.